# Cassandre (commedia dell'arte)
Pour les articles homonymes, voir Cassandre (homonymie).
Cassandre est un personnage type de la commedia dell'arte.
Cassandre est un des types de vieillards ridicules destinés à être trompés et bafoués dans les pièces bouffonnes d’origine italienne. Il prend place immédiatement en dessous des personnages de Pantalon et du Docteur. Il est constamment la dupe d’Arlequin ou de Pierrot. Il est le père ou le tuteur d’une Colombine ou d’une Isabella qu’il veut marier à quelque autre vieux barbon comme lui, ou qu’il réserve pour lui-même, comme Bartholo. Mais Colombine aime un jeune seigneur, un Lélio qui, grâce à la connivence d’un valet effronté, déjoue les projets contraires à son amour.
Après avoir été longtemps l’accessoire nécessaire de toute arlequinade, Cassandre est devenu à un moment le premier personnage de pièces qui portèrent son nom. À partir de 1780, le chevalier de Piis et Barré donnèrent successivement au Théâtre-Italien : Cassandre oculiste, Cassandre mécanicien, Cassandre astrologue, Cassandre le pleureur (1785), et autres pièces dont « le fond, suivant Grimm, est beaucoup plus fou qu’il n’est gai ».
Cassandre était relégué, sur les tréteaux, à côté de Polichinelle, lorsqu’il revint sur le devant de la scène, pour être de nouveau berné et dupé, dans les pantomimes ressuscitées par Jean-Gaspard Deburau.

## Sources
- Gustave Vapereau, Dictionnaire universel des littératures, Paris, Hachette, 1876, p. 388